# Колесникова, Надежда Николаевна
Колесникова (Дробинская) Надежда Николаевна (31.08 (12.09) 1882, Москва — 18.03.1964, Москва) — деятель революционного движения в России, нарком просвещения Бакинского совета народных комиссаров, ректор Академии коммунистического воспитания имени Н. К. Крупской (1929—1933), делегат 15-го и 16-го съездов ВКП(б).

## Биография

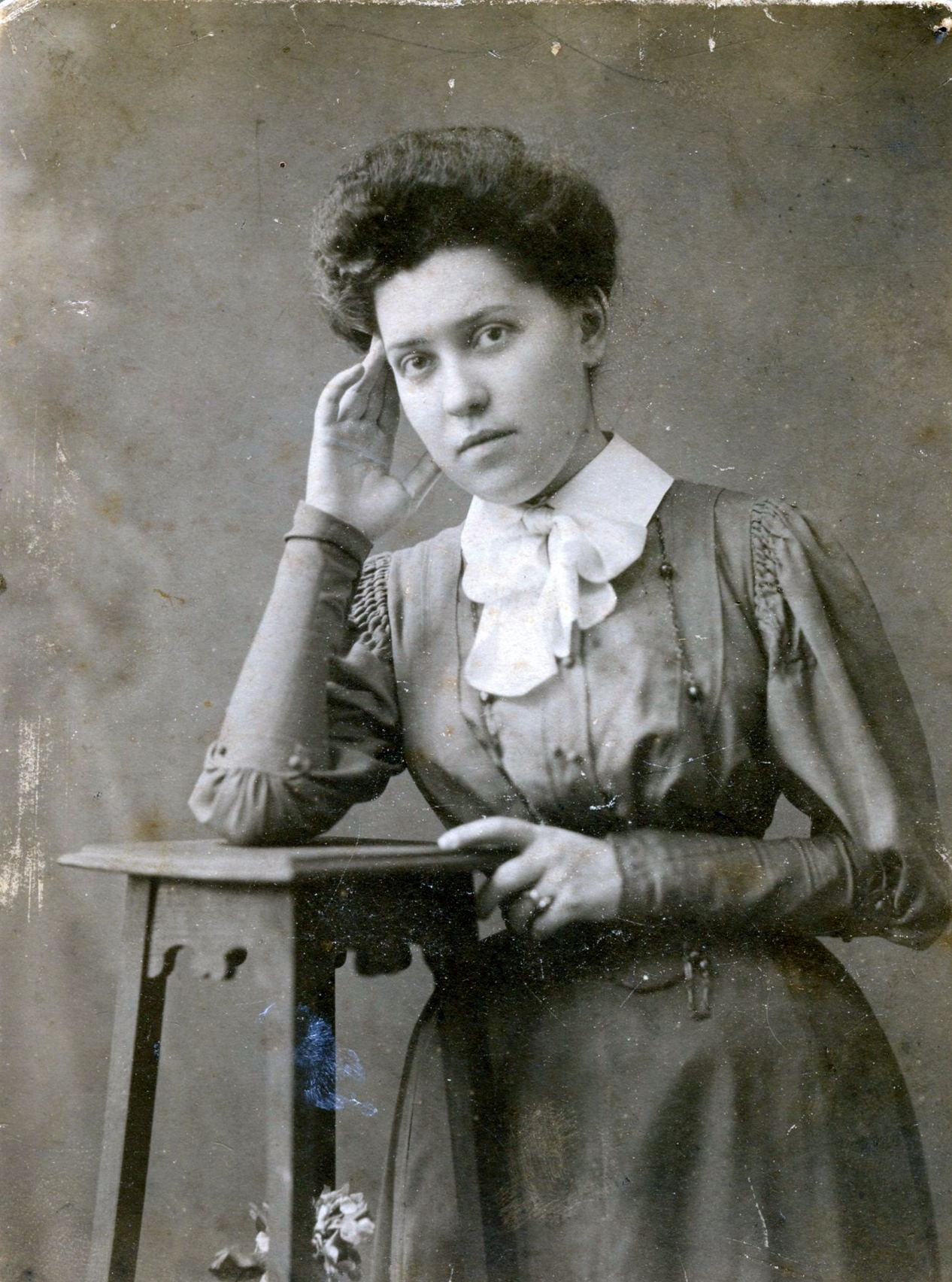
Надежда Колесникова. Москва, 1906 год

Родилась в семье служащего. Фамилия при рождении Дробинская. Окончила Московские педагогические курсы. Работала учительницей в гимназии Н. П. Щепотьевой. В 1902 году, во время обучения на педагогических курсах, включилась в революционное движение. В 1904 году вступила в РСДРП.
В 1905 году преподавала в Начальном училище им. Ф. А. Копейкина-Серебрякова. Во время Декабрьского вооруженного восстания 1905 года в Москве планировала организовать при своём училище бесплатную столовую для детей-сирот. Начальник штаба «боевых дружин» Пресни З. Я. Литвин-Седой, узнав об этом, нашёл необходимое кухонное оборудование и продукты питания (крупы, мясо, картошку и пр.) для столовой, а также организовал в здании училища штаб боевых дружин. Надежда Дробинская стала комендантом штаба «дружинников» Пресни, при котором организовала пункт питания для рабочих, входящих в «боевые дружины», а также для детей-сирот, женщин и стариков. После подавления восстания была арестована, содержалась в Бутырской тюрьме. 28 декабря 1906 года Надежда Дробинская предстала перед судом, приговорившим её к исправительному арестантскому отделению на 1,5 года. Однако во время чтения приговора Дробинской удалось незаметно покинуть здание суда и сбежать.
Изменила фамилию на Колесникова. Уехала в Баку. Работала в Бакинской организации РСДРП с 1907 по 1909 годы. В 1910—1911 годах жила в Киеве и Петербурге. Затем вновь вернулась в Баку, где продолжила работу в РСДРП (1911—1916 годы) вместе с С. Г. Шаумяном, И. Т. Фиолетовым, П. А. Джапаридзе, Я. Д. Зевиным и другими подпольщиками-большевиками. Вышла замуж за большевика Я. Д. Зевина. В качестве прикрытия работала учителем в бакинской школе, преподавала русский язык и литературу. В 1916 году Колесникова и Зевин были арестованы за распространение революционной литературы и около года содержались в Баиловской тюрьме. В январе 1917 года Колесникова вместе с мужем были направлены в ссылку в Каширу под надзор полиции.
После Февральской революции семья переехала в Москву. В первой половине 1917 года Н. Колесникова была избрана секретарём Московской окружной организации РСДРП(б).
В августе 1917 года вместе с мужем переехала в Баку, где приняла активное участие в борьбе за установление советской власти в Азербайджане. 25 апреля 1918 года на заседании Бакинского совета был образован Бакинский совет народных комиссаров (Совнарком), в который вошла Н. Н. Колесникова (нарком просвещения) и её муж Я. Д. Зевин (нарком труда). После временного падения советской власти в Баку (31 июля 1918) Я. Д. Зевин был арестован и расстрелян в числе 26 бакинских комиссаров.
14 сентября 1918 года Колесникова вместе с малолетними детьми, по настоянию С. Г. Шаумяна, эвакуировалась из Баку, уплыв на пароходе в Астрахань, где уже с января 1919 года возглавила Астраханский губернский комитет РКП(б). На этом посту вела большую работу по организации обороны Астрахани. Летом 1919 года, будучи председателем Астраханского губкома, приехала в Москву на лечение, где познакомилась с Н. К. Крупской, которая ей предложила стать её заместителем. Работала с Крупской в Наркомпросе РСФСР. Являлась членом коллегии внешкольного отдела Наркомпроса. Вскоре стала другом семьи Крупской и Ленина. Ленин хлопотал о выделении Колесниковой и двум её детям комнаты в Москве.
Позже работала в различных партийных организациях на руководящих должностях: заместителем наркома просвещения Азербайджанской ССР, заведующей агитпропотделом Московского губкома РКП(б), в Ярославском губкоме партии.
В 1927 году была избрана делегатом XV съезда ВКП(б).
С 1929 по 1932 годы — ректор Академии коммунистического воспитания им. Н. К. Крупской, в которой обучалось 1500 человек. В 1930-м году принимала участие в качестве делегата XVI съезда ВКП(б). Член комиссии по «чистке» в парторганизации ВВС РККА в начале 1930-х годов.
С 1933 по 1957 годы вела научную работу в Институте Маркса — Энгельса — Ленина при ЦК ВКП(б), а также в Центральном музее В. И. Ленина.
Скончалась 18 марта 1964 года в Москве. Похоронена на Новодевичьем кладбище.

## Семья

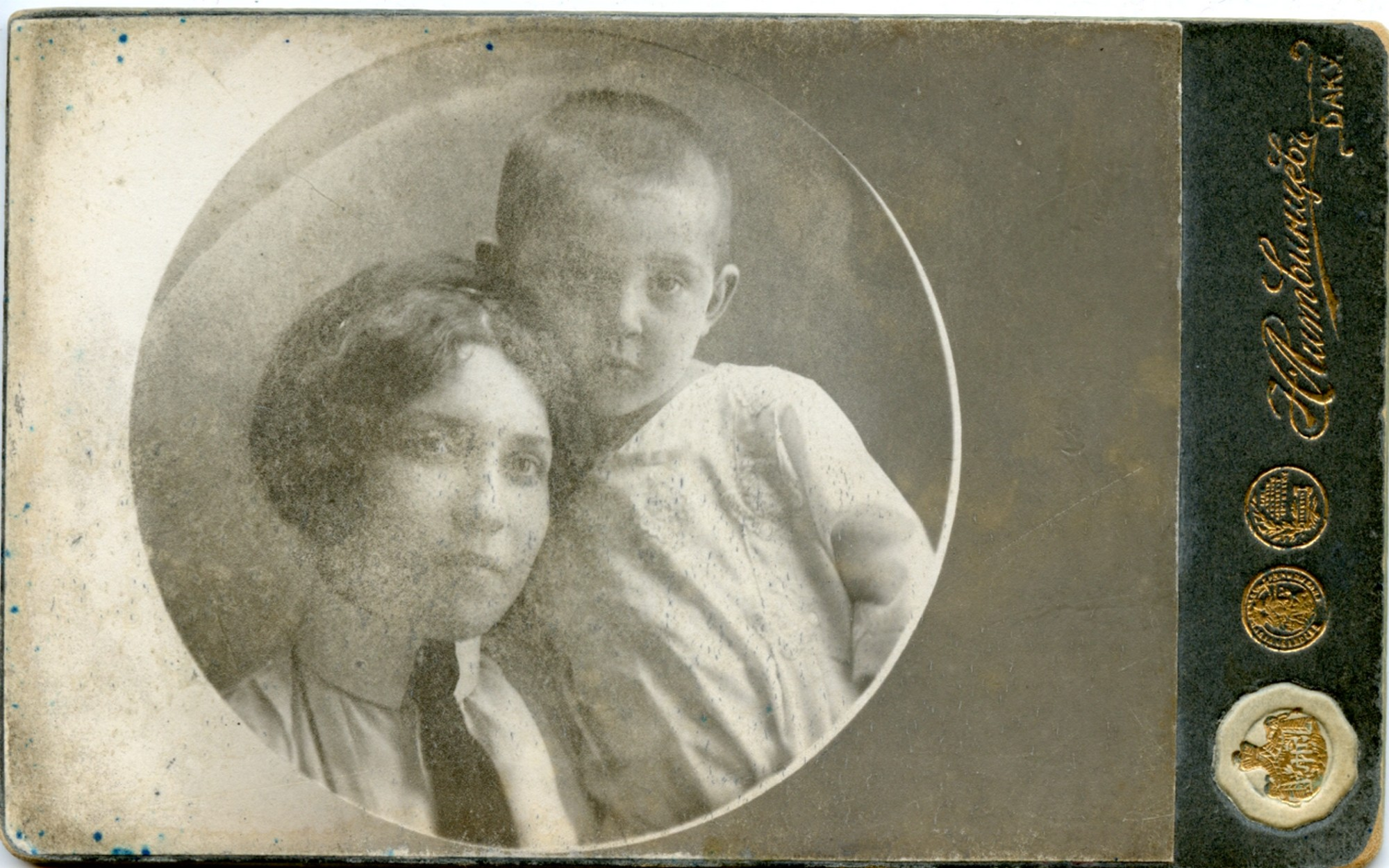
Н. Колесникова со старшим сыном. Баку, 1910—1916 гг.

- Муж — Зевин, Яков Давидович (1888—1918) — революционер, один из 26 бакинских комиссаров.
- Дети — два сына:
  - Зевин ? Яковлевич — старший сын, застрелился в конце 1930-х годов[22].
  - Зевин Владимир Яковлевич (1918—1976) — младший сын, историк, партийный деятель, доктор исторических наук, секретарь Бакинского горкома КПСС, заместитель директора ИМЭЛа[22][23].
    - Его жена: Зевина Анна Николаевна (1918—1992) — учительница, кандидат педагогических наук, директор Института усовершенствования учителей АПН СССР.
    - Внучка — Мария (?) Аксенчук, жена советского дипломата Сергея Николаевича Пескова, мать пресс-секретаря Президента РФ.[источник не указан 522 дня]

## Награды
Два ордена Ленина, медали.

## Сочинения
- Колесникова Н. Н. Пособие к проработке постановлений XIV Конференции и III Всесоюзного съезда советов. Вып. 1 и 2. — М.: Московский рабочий, 1925.
- Колесникова Н. Н. РПК(б) и Коминтерн. — М., Л.: Гос. изд-во, 1925. — 230 с.
- Колесникова Н. Н. VI расширенный пленум ИККИ. — Ярославль, 1926.
- Колесникова Н. Н. Массовики-подпольщики. Воспоминания о бакинских рабочих. — М.: Старый большевик, 1935.
- Колесникова Н. Н. Прекрасный памятник. [Об открытии в Ульяновске филиала Центрального музея В. И. Ленина] // газета «Пролетарский путь», 2 ноября 1941.
- Колесникова Н. Н. Яков Зевин. Краткий биографический очерк. К XXX годовщине злодейского убийства 26-ти бакинских комиссаров агентами английского империализма: 1918—1948 — Баку: тип. «Красный Восток», 1948.
- Колесникова Н. Н. Иван Фиолетов. Краткий биографический очерк. К XXX годовщине злодейского убийства 26-ти бакинских комиссаров агентами английского империализма: 1918—1948 — Баку: тип. «Красный Восток», 1948.
- Колесникова Н. Н. Из истории борьбы за Советскую власть в Баку. (Август 1917 г. — июль 1918 г.). Воспоминания. — Баку: Азернешр, 1958. — 119 с.
- Колесникова Н. Н. Он учил видеть будущее. // Воспоминания о Ленине. Т. 3. — М.: Изд-во политической литературы, 1984. — С. 385—388.
- Колесникова Н. Н. Мои шаги в революцию. // Слово старых большевиков. Сборник статей / Науч. ред. А. В. Лукашев. — М.: Московский рабочий, 1965.
- Колесникова Н. Н. По дорогам подполья. Из воспоминаний. — Баку: Азернешр, 1966. — 312 с.

## О Н. Н. Колесниковой
- Власов П. И. Воспоминания о 1905 годе. // Москва в трёх революциях. Воспоминания, очерки, рассказы. — М.: Советский писатель, 1959. С. 17-31.
- Колесникова, Надежда Николаевна. // Советская историческая энциклопедия. В 16 томах. — М.: Советская энциклопедия. 1973—1982. Том 7. Каракеев — Кошакер. 1965.
- Платонов Б. Большой день комиссара коммуны (Н. Н. Колесникова). // В кн.: «Женщины русской революции» — М.:, 1968, с. 181—96.
- Колесникова, Надежда Николаевна. // Большая советская энциклопедия (3-е изд.). Том 12. Кварнер-Конгур. — М.: Советская энциклопедия, 1973. С. 417.
- Колесникова Надежда Николаевна. — Астрахань, 1974.
- Верховцев И. П., Соколова Е. Через всю жизнь [О Н. Н. Колесниковой]. — М.: Московский рабочий, 1977. — 192 с.
- Колесникова Надежда Николаевна. // Гражданская война и военная интервенция в СССР. Энциклопедия / Гл. ред. С. С. Хромов. — М.: Советская энциклопедия, 1983. С. 263.
- Колесникова Н. Н. // История дореволюционной России в дневниках и воспоминаниях. Т. 4. Ч. 2. 1895—1917. — М.: Книга, 1984. С. 29.
- Колесникова (Дробинская) Надежда Николаевна. // В кн. «Соратники. Биографии активных участников революционного движения в Москве и Московской области». — М.: Московский рабочий, 1985. С. 215.
- Колесникова Надежда Николаевна. // Великая Октябрьская социалистическая революция. Энциклопедия. / Под ред. П. А. Голуба и др. — 3-е изд., доп. — М.: Советская энциклопедия, 1987. С. 233.

### Художественная литература
Н. Н. Колесникова является персонажем ряда художественных произведений на историческую тематику:
- Гюмреци А. Алые маки на серых скалах. Роман. — М.: Молодая гвардия, 1984. [О деятельности Н. Н. Колесниковой в Баку].
- Таурин Ф. Баррикады на Пресне. Повесть о Зиновии Литвине-Седове. — М.: Политиздат, 1985. [Об участнии Н. Н. Колесниковой (Дробинской) в Декабрьском вооружённом восстании на Пресне в 1905 году].

## Память

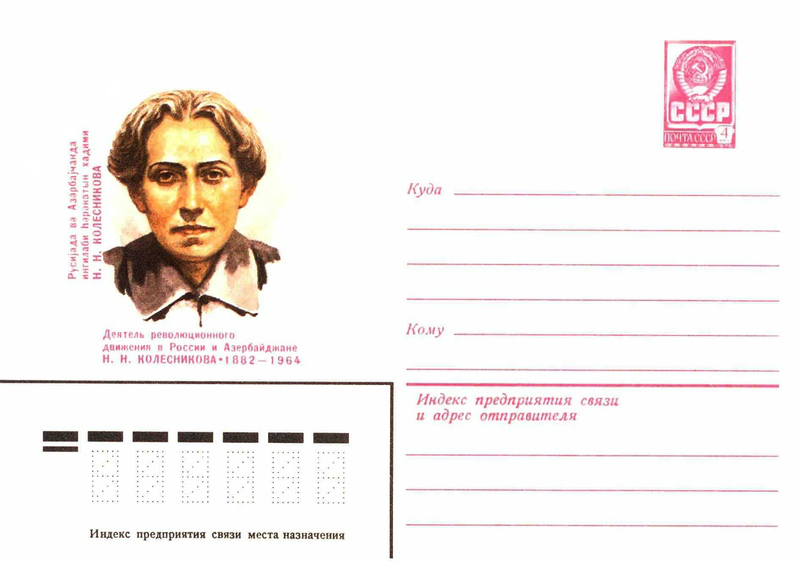
Почтовый конверт с портретом Н. Колесниковой

- В Москве на стене дома № 7 по Большому Предтеченскому переулку установлена мемориальная доска в память о работе в нём Н. Н. Колесниковой в дни Декабрьского вооружённого восстания 1905 года[9][26].
- В 1982 году в СССР был выпущен почтовый конверт с портретом Н. Н. Колесниковой.